# Roana
Roana település Olaszországban, Veneto régióban, Vicenza megyében. Lakosainak száma 4154 fő (2023. január 1.). Roana Rotzo, Caltrano, Cogollo del Cengio, Asiago és Valdastico községekkel határos.

## Népesség
A település népességének változása:
| Lakosok száma | 4299 | 4276 | 4154 |
|               | 2017 | 2018 | 2023 |